# Raghad Hussein

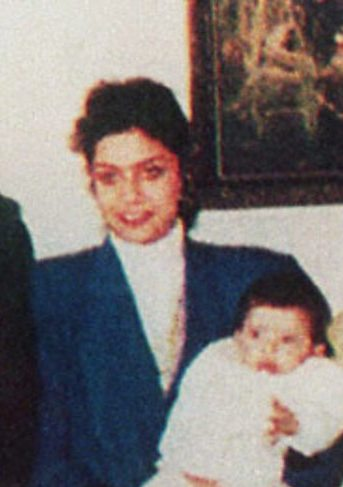
Raghad Hussein (1980er Jahre)

Raghad Saddam Hussein (arabisch رغد صدام حسين, DMG Raġad Ṣaddām Ḥusain; * 2. September 1968; in Bagdad) ist die älteste Tochter des ehemaligen irakischen Diktators Saddam Hussein.

## Leben
1983 heiratete Raghad Hussein Hussein Kamel, einen engen Vertrauten von Saddam Hussein, der unter anderem die Waffenprogramme des Landes leitete. Kamel flüchtete 1995 nach Jordanien und gab dort Informationen an die UNSCOM, die CIA und den MI6 weiter. Er kehrte jedoch 1996 in den Irak zurück und wurde kurz darauf zusammen mit seinem Bruder Saddam Kamel getötet, der mit Rala, einer Schwester Raghad Husseins verheiratet war. Aus der Ehe zwischen Raghad Hussein und Hussein Kamel gingen fünf Kinder hervor.
Im Zuge des Irakkriegs floh Raghad nach Jordanien. Am 2. Juli 2006 erklärte der irakische Nationale Sicherheitsberater Mowaffak al-Rubaie, dass Raghad und ihre Mutter Sadschida Talfah von der irakischen Regierung gesucht wurden, da sie die Aufständischen innerhalb des Landes unterstützen würden. Die jordanische Regierung stellte daraufhin klar, dass sich Raghad Hussein unter ihrem Schutz befinde und lehnte eine Auslieferung ab. Am 30. Dezember 2006 wurde Saddam Hussein in Bagdad hingerichtet. Kurz vor der Exekution forderte Raghad Hussein, dass ihr Vater im Jemen beerdigt werde, bis die Koalitionstruppen aus dem Irak vertrieben worden wären. Im August 2007 stellte Interpol einen internationalen Haftbefehl gegen sie aus. Begründet wurde dies mit dem Verdacht, dass Raghad Hussein die Aufständischen unterstütze, inzwischen auch den IS im Irak.  Raghad Hussein lebt (Stand: 2022) weiterhin in Jordanien.